# Küzdelem a magasban
A Küzdelem a magasban (eredeti cím: Altitude) 2017-ben bemutatott amerikai bűnügyi filmthriller Alex Merkin rendezésében. A főszerepben Denise Richards, Jonathan Lipnicki, Dolph Lundgren, Chuck Liddell és Greer Grammer látható.
Az Amerikai Egyesült Államokban 2017. október 6-án mutatták be. Magyarországon 2018 szeptemberében jelent meg DVD-n szinkronizálva.

## Cselekmény
A Gretchen Blair FBI-ügynök a Washingtonba tartó járaton utazik, amikor a mellette ülő férfi szokatlan ajánlatot tesz. Elmagyarázza, hogy a repülőgépet amelyen utaznak, hamarosan el fogják téríteni, ezért hajlandó neki 50 millió dollárt fizetni, ha biztonságban földet érnek. 
Amikor egy profi bűnbanda átveszi az irányítást a gépen, a nő rájön, hogy ez nem vicc. Nem sokkal később Gretchen egy rablás kellős közepén találja magát. Harcolnia kell a saját és az utasok életéért, míg a tolvajok nagy erővel keresik az ellopott zsákmányt, ami valahol a fedélzeten van elrejtve.

## Szereplők
| Szerep                  | Színész           | Magyar hang   |
| ----------------------- | ----------------- | ------------- |
| Gretchen Blair          | Denise Richards   | Roatis Andrea |
| Rick                    | Jonathan Lipnicki |               |
| Matthew Sharpe          | Dolph Lundgren    | Jakab Csaba   |
| Sadie                   | Greer Grammer     |               |
| Terry                   | Kirk Barker       |               |
| Clair                   | Chelsea Edmundson |               |
| Luke Byres légimarshall | Jordi Vilasuso    |               |